# 庫拉科縣

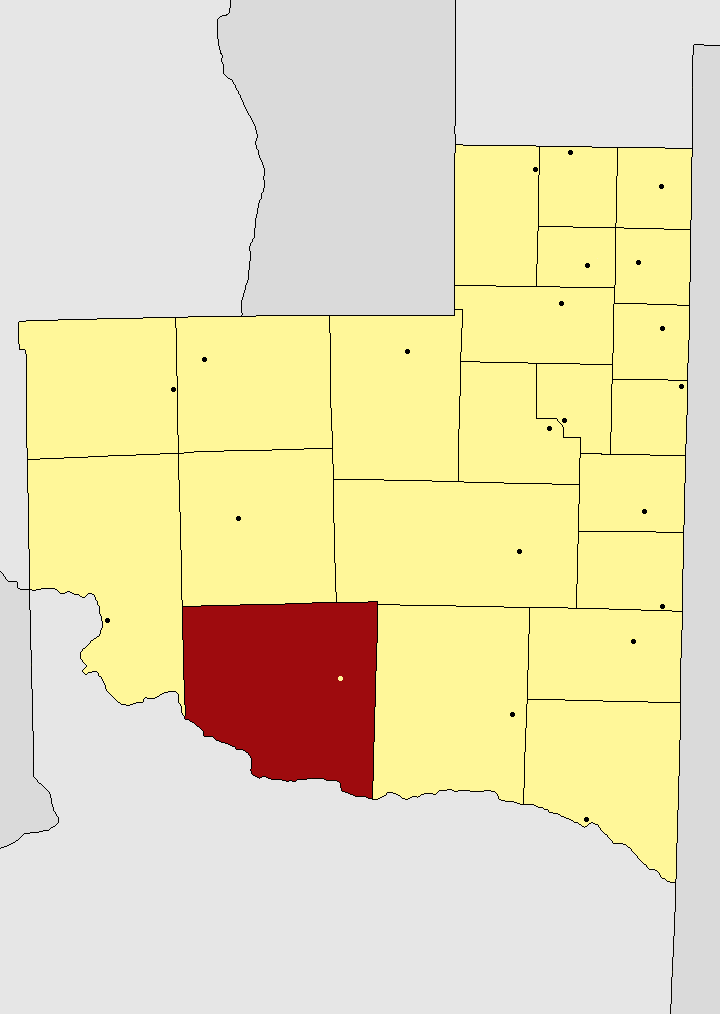

38°8′23″S 65°54′57″W / 38.13972°S 65.91583°W
庫拉科縣（西班牙語：Departamento Curacó），是阿根廷的縣份，位於該國中部拉潘帕省，首府設於普埃爾切斯，南面是內格羅河省，面積13,125平方公里，2010年人口1,040，人口密度每平方公里0.08人。